# 薬研藤四郎
薬研藤四郎（やげんとうしろう）は、鎌倉時代に作られたとされる日本刀（短刀）である。本項では同一の可能性がある薬研通吉光（やげんどおしよしみつ、薬研徹しとも）についても述べる。

## 概要
鎌倉時代の刀工・粟田口則国あるいは国吉の子とされる藤四郎吉光により作られた短刀である。藤四郎吉光は、山城国粟田口派の刀工のうち最も著名であり、特に短刀や剣の名手として知られていた。薬研通については明徳2年（1391年）山名氏清および山名満幸が京都に侵攻した際に足利義満が太刀と共に装備して出陣したとされる。
薬研藤四郎の最初の持ち主は諸説あり定かではないが、室町時代の守護大名であった畠山政長の説が有力となっている。名前の由来として、明応9年（1500年）4月9日河内国渋川郡賀美郷（大阪市平野区）に畠山政長が敗戦の際に切腹しようとした。しかし腹に刺さらなかったため本作を投げ出したところ、近くにあった薬研を貫いたところからとされる。
その後は足利将軍家、松永久秀に渡り、元亀2年正月十日、久秀から織田信長に贈与された。天正8年には津田宗及が信長のもとを京都で訪ねた際に本作を見せたとされる。本能寺の変において焼け落ちたといわれる。別の説では信長から豊臣秀吉を経てその息子の秀頼に渡り、慶長16年3月28日に二条城にて徳川家康に贈られたとされる。
また徳川将軍家が所持したともいわれているが確かな消息は不明であり、8代将軍徳川吉宗が本阿弥家に命じて編纂させた名刀の目録である『享保名物帳』では焼失之部に掲載されている。2018年時点で現存もしていない。

## 作風

### 刀身
刃長およそ25.1センチメートル、平造で直刃、目釘穴は一つとされる。吉光と銘が刻まれている。切先の刃文は横の筋から切先に向けて小さな円を描く、小丸に返ると呼ばれるものとなっている。

### 外装
鎺（はばき）、柄の頭、縁は金でできている。鞘がおよそ34.8センチメートルの黒塗りで腰は縄の模様が刻まれた金で巻かれている。髪を整えるために用いる笄（こうがい）は桃山時代以前の後藤家（古後藤）の作品となっていて、赤銅の胴と壺桐の紋を持ち、鐔の端である耳は金で造られていた。

## 複製
2016年冬に刀鍛冶の水木良光が依頼を受け、2017年夏に再現刀として作刀を行った。水木は、薬研藤四郎の絵図が描かれている『太閤御物刀絵図』から、刀の長さや幅などを割り出し、絵図通りに作刀している。2017年夏に織田信長の家臣の有縁より刀匠・藤安将平によって再現された薬研藤四郎の再現刀が建勲神社に奉納される。